# Перелік пам'яток історії Любомльського району
У Любомльському районі Волинської області станом на 2008 р. нараховується 46 пам'яток історії.
| №№ п/п | Охорон ний номер | Місцезнаходження пам’ятника, його адреса | Найменування пам’ятника                                                            | Датування       | Автор                                        | Дата спорудження       | Дата і № рішення облвиконкому (адміністрації), постанови Кабінету Міністрів України про взяття пам’ятника під охорону | На чиєму утриманні знаходиться  |
| ------ | ---------------- | ---------------------------------------- | ---------------------------------------------------------------------------------- | --------------- | -------------------------------------------- | ---------------------- | --- | ------------------------------- |
| 1.     | 597              | М. Любомль                               | Будинок, в якому в 1920 р. знахо-дився Любомльський районний ревком                | 1920            |                                              | поч. XX ст.            | 65-р від 10.02.82 р.                                                                                                  | Виконкому Любомльської м/р      |
| 2.     | 195              | М. Любомль                               | Меморіальний комплекс на честь радянських воїнів, партизан та підпільників         | 1941—1945       | Самотос І. М., Руденко О. Д., Санжаров І. П. | 1982                   | 360-р від 04.08.69 р.                                                                                                 | Виконкому Любомльської м/р      |
| 3.     | 205              | М. Любомль                               | Могила Антонова Ф. П, комісара 219-го Домашівського полку 25-ї Чапаєвської дивізії | 1898—1920       |                                              | 1987                   | 103-р від 25.04.88 р.                                                                                                 | Виконкому Любомльської м/р      |
| 4.     | 798              | М. Любомль                               | Будинок, де народилась і провела дитячі роки народна артистка СРСР Наталія Ужвій   | XIX ст.         |                                              | 1987 меморіальна дошка | 103-р від 25.04.88 р.                                                                                                 | Виконкому Любомльської м/р      |
| 5.     | 802              | М. Любомль                               | Могила братська жертв фашизму                                                      | 1942—1943       |                                              | 1987                   | 88-р від 04.09.90 р.                                                                                                  | Виконкому Любомльської м/р      |
| 6.     | 956              | М. Любомль                               | Палац Браницьких                                                                   | XVIII ст.       |                                              |                        | 415-р від 22.06.99 р.                                                                                                 | Виконкому Любомльскої м/р       |
| 7.     | 378              | С. Бережці                               | Група братських могил радянських воїнів                                            | 1944            | Місцеві майстри                              | 1951                   | 477-р від 28.11.75 р.                                                                                                 | Виконкому Вишнівської с/р       |
| 8.     | 379              | С. Бірки                                 | Група братських могил радянських воїнів                                            | 1944            |                                              | 1955                   | 477-р від 28.11.75 р.                                                                                                 | Виконкому Вишнівської с/р       |
| 9.     | 196              | С. Висоцьк                               | Група братських могил радянських воїнів                                            | 1944            | Місцеві майстри                              | 1946                   | 360-р від 04.08.69 р.                                                                                                 | Виконкому Штунської с/р         |
| 10.    | 380              | С. Висоцьк                               | Могила братська радянських прикордонників                                          | 1941            | Місцеві майстри                              | 1946                   | 477-р від 28.11.75 р.                                                                                                 | Виконкому Штунської с/р         |
| 11.    | 197              | С. Вишнів                                | Дві братські могили радянських воїнів і активістів села                            | 1942—1944       | Місцеві майстри                              | 1950, 1982             | 360-р від 04.08.69 р.                                                                                                 | Виконкому Вишнівської с/р       |
| 12.    | 198              | Смт Головне                              | Дві братські могили радянських воїнів                                              | 1944            | Львівська кераміко-скульптурна фабрика       | 1956                   | 360-р від 04.08.69 р.                                                                                                 | Виконкому Голо-вненської сел./р |
| 13.    | 186              | Смт Головне                              | Пам’ятник землякам                                                                 | 1941—1945       | Львівська кераміко-скульптурна фабрика       | 1967                   | 360-р від 04.08.69 р.                                                                                                 | Виконкому Голо-вненської сел./р |
| 14.    | 732              | С. Гуменці                               | Пам’ятник землякам                                                                 | 1941—1945       |                                              | 1984                   | 267-р від 25.08.86 р.                                                                                                 | Виконкому Нудиженської с/р      |
| 15.    | 276              | С. Гуща                                  | Пам’ятник землякам                                                                 | 1941—1945       | Львівська кераміко-скульптурна фабрика       | 1967                   | 176-р від 10.05.73 р.                                                                                                 | Виконкому Гущанської с/р        |
| 16.    | 200              | С. Забужжя                               | Могила братська радянських воїнів                                                  | 1944            | Місцеві майстри                              | 1960                   | 360-р від 04.08.69 р.                                                                                                 | Виконкому Забузької с/р         |
| 17.    | 187              | С. Забужжя                               | Пам’ятник землякам                                                                 | 1941—1945       | Гурко Г. М. Панасюк І. М.                    | 1967                   | 360-р від 04.08.69 р.                                                                                                 | Виконкому Забузької с\р         |
| 18.    | 203              | С. Замлиння                              | Могила братська радянських воїнів                                                  | 1944            | Місцеві майстри                              | 1952                   | 360-р від 04.08.69 р.                                                                                                 | Виконкому Штунської с/р         |
| 19.    | 381              | С. Запілля                               | Могила братська радянських воїнів                                                  | 1944            | Місцеві майстри                              | 1952                   | 477-р від 28.11.75 р.                                                                                                 | Виконкому Запільської с/р       |
| 20.    | 494              | С. Запілля                               | Пам’ятник землякам                                                                 | 1941—1945       | Кулик П.                                     | 1975                   | 457-р від 16.10.78 р.                                                                                                 | Виконкому Запільської с/р       |
| 21.    | 605              | С. Зачернеччя                            | Пам’ятник землякам                                                                 | 1941—1945       | Львівська керміко-скульптурна фабрика        | 1979                   | 65-р від 10.02.82 р.                                                                                                  | Виконкому Зачернецької с/р      |
| 22.    | 188              | С. Згорани                               | Пам’ятник землякам                                                                 | 1941—1945       | Львівська кераміко-скульптурна фабрика       | 1969                   | 360-р від 04.08.69 р.                                                                                                 | Виконкому Згоранської с/р       |
| 23.    | 201              | С. Коцюри                                | Дві братські могили радянських воїнів                                              | 1944            |                                              | 1948                   | 360-р від 04.08.69 р.                                                                                                 | Виконкому Вишнівської с/р       |
| 24.    | 204              | С. Красноволя                            | Братська могила радянських воїнів                                                  | 1944            |                                              | 1951                   | 360-р від 04.08.69 р.                                                                                                 | Виконкому Запільської с/р       |
| 25.    | 202              | С. Куснища                               | Могила братська радянських воїнів                                                  | 1944            | Місцеві майстри                              | 1952                   | 360-р від 04.08.69 р.                                                                                                 | Виконкому Куснищанської с/р     |
| 26.    | 189              | С. Куснища                               | Пам’ятник землякам                                                                 | 1941—1945       | Любомльська рембуддільниця                   | 1967                   | 360-р від 04.08.69 р.                                                                                                 | Виконкому Куснищанської с/р     |
| 27.    | 495              | С. Ладинь                                | Пам’ятник землякам                                                                 | 1941—1945       |                                              | 1975                   | 457-р від 16.10.78 р.                                                                                                 | Виконкому Ладинської с/р        |
| 28.    | 733              | С. Ладинь, на кладовищі                  | Могила радянського стрільця-радиста                                                | 1944            |                                              | 1984                   | 267-р від 25.08.86 р.                                                                                                 | Виконкому Ладинської с/р        |
| 29.    | 602              | С. Машів                                 | Пам’ятник землякам                                                                 | 1941—1945       | Дзиндра Є. В.                                | 1975                   | 65-р від 10.02.82 р.                                                                                                  | Виконкому Машівської с/р        |
| 30.    | 734              | С. Мосир, лісовий масив Землиця          | Могили радянських воїнів                                                           | 1941—1945       |                                              | 1985                   | 267-р від 25.08.86 р.                                                                                                 | Виконкому Ладинської с/р        |
| 31.    | 496              | С. Олеськ                                | Пам’ятник землякам                                                                 | 1941—1945       | Львівська кераміко-скульптурна фабрика       | 1978                   | 457-р від 16.10.78 р.                                                                                                 | Виконкому Олеської с/р          |
| 32.    | 206              | С. Підгородне                            | Могила братська радянських воїнів та пам’ятник землякам                            | 1944; 1941—1945 | Львівська кераміко-скульптурна фабрика       | 1975                   | 267-р від 25.08.86 р.                                                                                                 | Виконкому Підгородненської с/р  |
| 33.    | 384              | С. Полапи                                | Пам’ятник землякам                                                                 | 1941—1945       | Львівська кераміко-скульптурна фабрика       | 1967                   | 477-р від 28.11.75 р.                                                                                                 | Виконкому Полапівської с/р      |
| 34.    | 548              | С. Почапи                                | Пам’ятник землякам                                                                 | 1941—1945       | Місцеві майстри                              | 1970                   | 65-р від 10.02.82 р.                                                                                                  | Виконкому Зачернецької с/р      |
| 35.    | 385              | С. Радехів                               | Пам’ятник землякам                                                                 | 1941—1945       | Львівська кераміко-скульптурна фабрика       | 1967                   | 477-р від 28.11.75 р.                                                                                                 | Виконкому Радехівської с/р      |
| 36.    | 599              | С. Радехів                               | Пам’ятник на честь перших трак-тористів, які працювали на полях Волині             | 1940—1966       |                                              | 1966                   | 65-р від 10.02.82 р.                                                                                                  | Виконкому Радехівської с/р      |
| 37.    | 735              | С. Радехів                               | Могила братська радянських воїнів                                                  | 1944            | Місцеві майстри                              | 1985                   | 267-р від 25.08.86 р.                                                                                                 | Виконкому Радехівської с/р      |
| 38.    | 210              | С. Римачі                                | Дві братські могили радянських воїнів                                              | 1944            | Місцеві майстри                              | 1952                   | 360-р від 04.08.69 р.                                                                                                 | Виконкому Вишнівської с/р       |
| 39.    | 499              | С. Римачі                                | Пам’ятник землякам                                                                 | 1941—1945       | Львівска кераміко-скульптурна фабрика        | 1975                   | 457-р від 16.10.78 р.                                                                                                 | Виконкому Вишнівської с/р       |
| 40.    | 192              | С. Рівне                                 | Пам’ятник землякам                                                                 | 1941—1945       | Кронгауз Г. Л.                               | 1967                   | 360-р від 04.08.69 р.                                                                                                 | Виконкому Рівненської с/р       |
| 41.    | 736              | С. Руда                                  | Могила братська радянських воїнів                                                  | 1944            |                                              |                        | 267-р від 25.08.86 р.                                                                                                 | Виконкому Хворостівської с/р    |
| 42.    | 388              | С. Старовойтове                          | Могила братська радянських прикордонників і пам’ятник прикордонникам               | 1941            | Кронгауз Г. Л.                               | 1962                   | 477-р від 28.11.75 р.                                                                                                 | Виконкому Рівненської с/р       |
| 43.    | 389              | С. Терехи                                | Група братських могил радянських воїнів                                            | 1944            | Місцеві майстри                              | 1957                   | 477-р від 28.11.75 р.                                                                                                 | Виконкому Штунської с/р         |
| 44.    | 500              | С. Хворостів                             | Пам’ятник землякам                                                                 | 1941—1945       | Місцеві майстри                              | 1975                   | 457-р від 16.10.78 р.                                                                                                 | Виконкому Хворостівської с/р    |
| 45.    | 598              | С. Хворостів                             | Пам’ятник на честь перших трак-тористів, які працювали на полях Волині             | 1940—1968       |                                              | 1968                   | 65-р від 10.02.82 р.                                                                                                  | Виконкому Хворостівської с/р    |
| 46.    | 193              | С. Черемошна Воля                        | Пам’ятник землякам                                                                 | 1941—1945       | Місцеві майстри                              | 1967                   | 360-р від 04.08.69 р.                                                                                                 | Виконкому Нудиженської с/р      |
| 47.    | 390              | С. Чмикос                                | Могила братська радянських воїнів                                                  | 1944            | Місцеві майстри                              | 1948                   | 477-р від 28.11.75 р.                                                                                                 | Виконкому Радехівської с/р      |
| 48.    | 215              | С. Штунь                                 | Дві братські могили радянських воїнів                                              | 1944            | Місцеві майстри                              | 1948                   | 360-р від 04.08.69 р.                                                                                                 | Виконкому Штунської с/р         |
|        |                  |                                          |                                                                                    |                 |                                              |                        | |                                 |

## Джерело
- Пам’ятки Волинської області